# Sally Raguib
Sally Raguib (sinh ngày 8 tháng 9 năm 1996) là một vận động viên Judo nước Djibouti. Cô đã tham gia Thế vận hội Mùa hè 2012 ở hạng cân 57 kg.